# Stanisław Stawski (biskup)
Stanisław Stawski herbu Korczak (zm. 1490 albo 1491) – duchowny katolicki, urodzony w Stawie koło Janowa Podlaskiego. 
Absolwent Akademii Krakowskiej (bakalaureat w 1465). Po święceniach kapłańskich pełnił funkcję kanonika wileńskiego. Nominowany 9 listopada 1483 na biskupa łuckiego. Zmarł po kilkuletnich rządach, w 1490 albo 1491 roku.